# George Kennan (upptäcktsresande)

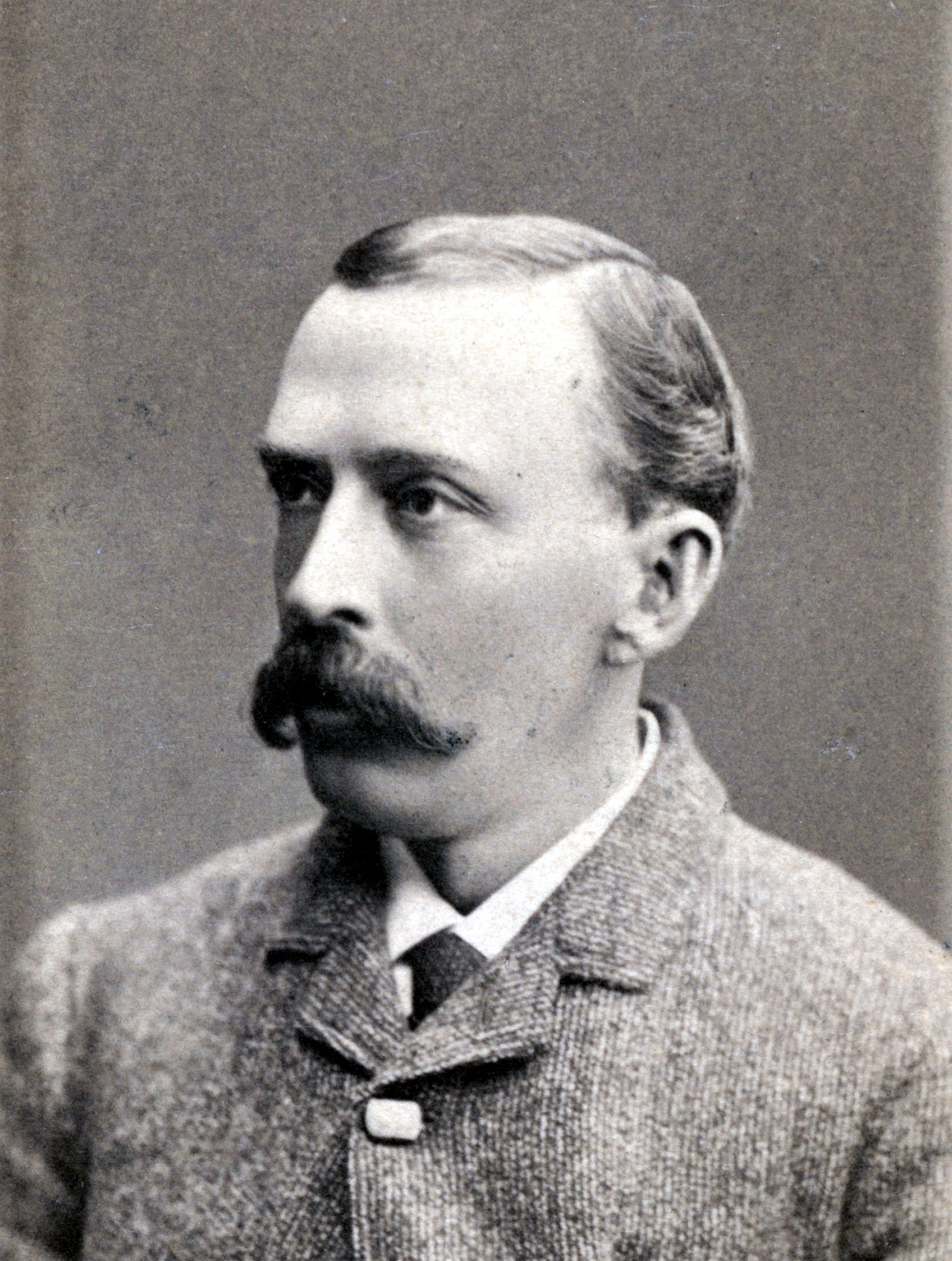
George Kennan 1885.

George Kennan, född den 16 februari 1845 i Norwalk, Ohio, död den 10 maj 1924 i Medina, New York, var en amerikansk forskningsresande.
Kennan ledde 1864–1867 rysk-amerikanska telegrafkompaniets anläggning av telegraflinjer i Sibirien och tillbragte tre år under resor i dess nordöstra del, skildrade i Tent life in Sibiria (1870; svensk översättning "Lägerlif i Sibirien", 1891). Efter en 1885–1886 med målaren George Albert  Frost företagen resa genom nordöstra Ryssland och Sibirien offentliggjorde han 1887–1890 i "Century Magazine" en serie uppseendeväckande, dystra skildringar av de förvisades behandling, vilka 1891 utgavs i bokform (Sibiria and the exile system; "Sibirien", 1892). Han uppträdde sedan som föreläsare i Amerika och England och arbetade även som tidningskorrespondent. Kennan var från 1909 fäst vid redaktionen av "The Outlook" och skrev bland annat Edward Henry Harriman, a biography (2 band, 1922).